# Sułtanat Bahmanidów
Sułtanat Bahmanidów – państwo muzułmańskie w Indiach ze stolicą w Gulbardze, a potem w Bidarze. Istniejące w latach 1347–1518.
Założył je namiestnik sułtana delhijskiego Muhammada Tughlaka, Ala ad-Din Bahmani. Był on pochodzenia perskiego. Jego secesja miała miejsce w 1347 roku i za jego rządów państwo przeżywało szczyt swej świetności.
Szachowie bahmanidzcy wprowadzili w swoim królestwie wzorce kulturowe bazujące na perskiej tradycji i ustanowili język dakhini językiem urzędowym. W sułtanacie rozwijał się również muzułmański nurt mistyczny - sufizm.
Bahmanidzi stale toczyli walki z hinduskim państwem Widżajanagar, które próbowało uzyskać supremację w Dekanie. 
Za najwybitniejszego władcę sułtanatu uznawany jest Firuz Szach panujący w okresie od 1397 - 1422 roku, na który też przypada największy rozkwit państwa.
Na przełomie XV i XVI w. sułtanat Bahmanidów rozpadł się na pięć niezależnych księstw - Ahmadnagar, Bidźapur, Golkonda, Berar i Bidar.